# Serra de les Gunyoles
La Serra de les Gunyoles és una serra situada als municipis d'Avinyonet del Penedès, Olèrdola i Sant Cugat Sesgarrigues a la comarca de l'Alt Penedès, amb una elevació màxima de 394,8 metres.